# Günther Holstein
Günther Holstein (* 22. Mai 1892 in Berlin; † 11. Januar 1931 in Kiel) war ein deutscher Staatsrechtler und evangelischer Kirchenrechtler.

## Leben
Als Sohn des Apothekers Arthur Holstein studierte er an der Ludwig-Maximilians-Universität München und der Friedrich-Wilhelms-Universität zu Berlin Rechtswissenschaft. Seit 1910 war er Mitglied des Corps Ratisbonia München. Aus dem Ersten Weltkrieg kehrte er verwundet heim. 
1920 wurde er zum Dr. phil. und zum D. theol. promoviert. Im gleichen Jahr heiratete er die Generalstochter Hilde Bokmayer.
1921 habilitierte er sich an der Rheinischen Friedrich-Wilhelms-Universität Bonn für Öffentliches Recht. 1922 erhielt er als Privatdozent zunächst die Vertretung eines Lehrstuhls an der Preußischen Universität zu Greifswald. Zwei Jahre später wurde er zum ordentlichen Professor für Öffentliches Recht ernannt. 
1928 verfasste er als sein kirchenrechtliches Hauptwerk die Grundlagen des evangelischen Kirchenrechts. Sein akademischer Schüler Adalbert Erler wurde von Holstein im gleichen Jahr mit einer Arbeit über die Stellung der evangelischen Kirche in Danzig promoviert.
Kurz vor seinem Tod wechselte er 1930 von Greifswald auf den Lehrstuhl für Staatsrecht der Christian-Albrechts-Universität zu Kiel.
Holstein versuchte dem während der Weimarer Republik vorherrschenden Rechtspositivismus aus einer national-konservativen Grundhaltung heraus entgegenzuwirken und das Recht auf einen geisteswissenschaftlich untermauerten Rechtsidealismus zu gründen. Von daher suchte Holstein engen Anschluss an Theologie, Philosophie und Soziologie zu finden. Stark geprägt wurde er durch Martin Luther, Friedrich Schleiermacher und Otto von Gierke, was unter anderem zu einer hohen Stellung des Kirchenrechts bei ihm führte.

## Ehrungen
- 1928  D. theol. h. c. der Universität Greifswald

## Schriften (Auswahl)
- mit Karl Larenz: Staatsphilosophie, Oldenbourg, München/Berlin 1933.
- Die Grundlagen des evangelischen Kirchenrechts, Mohr, Tübingen 1928.
- Die Staatsphilosophie Schleiermachers, Schroeder, Bonn/Leipzig 1923.
- Die Lehre von der öffentlich-rechtlichen Eigentumsbeschränkung, Liebmann, Berlin 1921 (Zugleich: jur. Diss., Berlin 1920).